# Sciomesa boulardi
Sciomesa boulardi is een vlinder uit de familie van de uilen (Noctuidae). De wetenschappelijke naam van deze soort is voor het eerst voorgesteld als Acrapex boulardi door Bernard Laporte in een publicatie uit 1984.
De soort komt voor in Ethiopië.